# João Leonardo de Paula Reginato
João Leonardo de Paula Reginato (*Campinas, São Paulo, Brasil, 25 de junio de 1985), futbolista brasileño. Juega de defensa y su actual equipo es el Doxa Katokopia de la Primera División de Chipre.

## Selección nacional
Ha sido internacional con la Selección de fútbol de Brasil Sub-20.

## Clubes
| Club                | País   | Año       |
| ------------------- | ------ | --------- |
| Guarani FC          | Brasil | 2004-2005 |
| Atlético Paranaense | Brasil | 2005-2008 |
| EC Juventude        | Brasil | 2008      |
| Tombense FC         | Brasil | 2008      |
| Grêmio Prudente     | Brasil | 2009      |
| Fortaleza EC        | Brasil | 2009      |
| Ituano FC           | Brasil | 2010      |
| Paraná Clube        | Brasil | 2010      |
| São Bernardo FC     | Brasil | 2011      |
| Marília AC          | Brasil | 2011      |
| CN Marcílio Dias    | Brasil | 2011-2012 |
| Doxa Katokopia      | Chipre | 2012-     |